# Wolff-Algorithmus
Der Wolff-Algorithmus ist ein Monte-Carlo-Algorithmus zur Simulation statistischer Prozesse, insbesondere des Ising-Modells.
Der Wolff-Algorithmus gehört zu den Cluster-Algorithmen (einem Bereich der MCMC-Verfahren), die besonders effektiv im Bereich von Phasenübergängen sind. Cluster-Algorithmen benötigen in der Nähe der kritischen Temperatur deutlich weniger Rechenzeit als lokale Algorithmen, da sie der Divergenz der Autokorrelationszeiten in der Nähe von Phasenübergängen – dem critical slowing down – entgegenwirken. 
Im Gegensatz zu lokalen Algorithmen, wie beispielsweise dem Metropolisalgorithmus, werden beim Wolff-Algorithmus nicht einzelne lokale Updates nacheinander ausgeführt, sondern ganze Cluster auf einmal verändert. Hierdurch werden die gerade in der Nähe der kritischen Temperatur weitreichenden Korrelationen verkleinert. Für vom kritischen Punkt weit entfernte Simulationen ist der Wolff-Algorithmus als Cluster-Algorithmus jedoch weniger effektiv als lokale Algorithmen. 
Entwickelt wurde der Algorithmus 1989 vom deutschen Physiker Ulrich Wolff, zur Zeit tätig an der Humboldt-Universität zu Berlin.